# Uljas Pulkkis
Uljas Voitto Pulkkis (Helsinki, 22 juli 1975) is een Fins componist.

## Leven
Tot aan zijn 19e jaar zag het ernaar uit dat Pulkkis wiskundige zou worden: hij studeerde wiskunde aan de Universiteit van Helsinki. Maar in 1994 trok de muziek zijn aandacht en ging hij aan dezelfde onderwijsinstelling compositie studeren bij Tapani Länsiö. Al het volgende jaar kwam daarbij een studie orkestratie en compositie bij Harri Vuori.
In 1997 was hij klaar met die studies en verhuisde hij naar de Sibeliusacademie voor lessen bij opnieuw Tapani Länsiö, Paavo Heininen en Tapio Nevanlinnen. In 2002 rondde hij die studie af, maar was hij al wel bezig met componeren. Tijdens die studie had hij ook masterclasses gevolgd bij onder meer Magnus Lindberg, Jouni Kaipainen en Esa-Pekka Salonen. Die laatste geldt ook als een van zijn muzikale voorbeelden, net als de Amerikaan John Adams
Pulkkis won diverse prijzen voor zijn composities. In 2007 verscheen zijn eerste cd bij BIS Records, een label dat vaker muziek van jonge debuterende Scandinavische componisten uitbrengt.

## Werken (tot 2019)
Werken (gegevens 2019):
- 1996: Vier liederen naar teksten van Gösta Ågren (liederencyclus voor bariton en piano of kamerorkest)
- 1998: Crystal (tape met diverse geluiden van glas, van het klinken van glas tot het zingen van een grote glazen kom)
- 1998: Dialogi huilulle ja pianolle (dialoog voor dwarsfluit en piano)
- 1998: Metamorphosis (voor piano en viool; tegenhanger van de pianosonate)
- 1998: Muziek voor altviool en tape
- 1998: Octet (voor ensemble: dwarsfluit, klarinet, trompet, hoorn, percussie, piano, viool en cello, winnaar Finse componistencompetitie)
- 1998: Råd (kort werk voor kinderen, stem, twee violen en piano)
- 1998: Strand (kort werk voor kinderen, stem, viool, gitaar en piano)
- 1998: Tears of Ludovico (piano en klein orkest, winnaar  Koningin Elisabethwedstrijd, Brussel)
- 1998: Pianosonate (voor piano solo)
- 1998: Vaeltaja (lied voor sopraan, strijkkwartet en piano, tekst van Kaarlo Sarkia)
- 1999: Muziek voor klarinet en contrabas
- 1999: Vioolconcert, Betoverde tuin (voor viool en groot symfonieorkest, UNESO-prijs)
- 1999: Duett für Eine (voor alt en ensemble/kamerorkest)
- 1999: Encanto (voor kamerorkest en tape met glasgeluiden)
- 1999: Zu (voor ensemble: hobo, cembalo, orgel en cello)
- 2000: At the scarlet sage (voor kamerorkest en tape)
- 2000: Kaupunkiutooppinen teos I-V (Utopisch werk voor klarinet, cello, zangstem en tape)
- 2000: Love songs (voor mannenkoor en tape, elektroakoestisch werk)
- 2000: Vigor (voor ensemble: klarinet, trombone, piano en cello; première in Gent)
- 2001: Flash (piano solo, componist gaf zelf de première)
- 2001: Hyttynen (Mug, aanvullend deel bij Carnaval des animaux van Camille Saint-Saëns, voor dwarsfluit, klarinet, vibrafoon, 2 piano’s en strijkorkest)
- 2001: Kesän reimalaulu (elektroakoestisch werk voor gemengd koor en tape)
- 2001: Celloconcert: Madrigal (voor cello en kamerorkest)
- 2002: Symphonic Dalí (voor orkest of groot ensemble); deel I The colossus of Rhodes kan apart worden uitgevoerd
- 2002: A lover’s complaint (voor gemengd koor)
- 2002: Concert voor twee piano’s en orkest: On the odd boulevard
- 2002: Der Zauberlehrling (voor vier tenoren en vier bassen)
- 2002: Aria voor soloklarinet en piano (geschreven voor Bernhard Henrik Crusell-concours)
- 2002: Djinni (voor ensemble: klarinet, viool, altviool, cello, piano)
- 2002: XTC (voor cello en accordeon)
- 2003: On the crest of waves (voor symfonieorkest)
- 2003: Kuusi tunnelmaa (Zes stemmingen voor dwarsfluit, klarinet, altviool en cello)
- 2003: Nachtlieder (voor strijkkwartet, Utrechts Strijkkwartet, Finlandfestival in Utrecht)
- 2004: Arion (concert voor eufonium en kamerorkest)
- 2004: Chaconne (voor piano solo)
- 2004: Trio voor viool, cello en piano
- 2005: 4 Onerva laulua (liederen, voor zangstem en piano)
- 2005: Trial (voor symfonieorkest)
- 2005: Streams (voor twee accordeons)
- 2005: Klarinetconcert: Tales of joy, of passion, of love (klarinet, bariton en orkest)
- 2006: Bells (voor brassband van Finse Omroep)
- 2006: Fluitconert (voor fluit en symfonieorkest)
- 2006: Laet lauloi (voor dwarsfluit en kantele)
- 2006: Trail (voor ensemble: dwarsfluit, klarinet, viool, cell en percussie, première in Seattle)
- 2006: Hoornconcert, Viima, Vitka ja Vimma (hoorn en orkest)
- 2006: Yksi päivä ja yksi yö (ballet en vijf instrumentalisten)
- 2007: Decadenza (voor accordeon en cello)
- 2007: Ilmarisen pajassa (voor harmonieorkest, een gelegenheidsorkest voor een festival in Oulu)
- 2007: Neito (voor sopraan, mezzosopraan, gemengd koor en groot symfonieorkest)
- 2008: Crystallizations (dubbelconcert voor viool, accordeon en strijkorkest)
- 2008: Viidelle välttämättömyydelle (Vijf liederen voor bariton en jazzorkest)
- 2008: Vernal bloom (geschreven voor Vivo; een Fins jeugdsymfonieorkest)
- 2009: Soundwood (voor Fins Fagotkwartet ; 3 fagotten en 1 contrafagot)
- 2010: Glitch (voor viola da gamba, klavecimbel en barokviool of cembalo, viool en cello)
- 2010: Syrsor & Myror (feestcantate voor bariton, mezzosopraan, spreker, gemengd koor, danser en orkest, geschreven voor 125-jarig bestaan van het Zweeds Literatuurgezelschap)
- 2011: Pianoconcert (voor piano en kamerorkest)
- 2012: Celloconcert: Dragonfly (voor celliste Ella van Poucke en kamerorkest)
- 2012: Resonance (voor ensemble: percussie, hobo/blokfluit, fagot en tape)
- 2013: Kekkonen (opera)
- 2015: Lähestyminen (voor sopraan en groot symfonieorkest)
- 2017: Evolution (dubbelconcert voor piano linkerhand, accordeon en strijkorkest)

- Bibsys: 9010303
- Gemeinsame Normdatei: 133453995
- International Standard Name Identifier: 0000 0000 7878 0474
- Library of Congress Control Number: n2003073100
- MusicBrainz: b109feb0-739d-418d-8f7c-7b9d42cdd0d8
- Système universitaire de documentation: 182415058
- Virtual International Authority File: 62737832
- WorldCat: E39PBJwhDxQWkVr4kVGvb6t3Qq